# تابستان لغي زار (بهمئي غرمسيري الجنوبي)
تابستان لغي زار (بالفارسية: تابستان لغی‌زار) هي قرية تقع في إيران في قسم بهمئي غرمسیري الجنوبي الريفي.